# Alfred Jäger (Theologe)
Alfred Jäger (* 2. November 1941 in St. Gallen; † 2. März 2015 ebenda) war ein Schweizer Theologe, der ab 1981 Professor für Systematische Theologie an der Kirchlichen Hochschule Bethel in Bielefeld war.

## Leben
Nach der Matura 1960 am St. Galler Gymnasium studierte der evangelisch-reformierte Jäger evangelische Theologie in Zürich, Rom, Göttingen, Basel und Princeton (New Jersey, USA). 1967 wurde er in Basel zum Dr. theol. promoviert. Dort absolvierte er auch sein Vikariat und vertrat Fritz Buri am Basler Münster. Von 1969 bis 1975 wirkte er als Gemeindepfarrer in Wolfhalden im Kanton Appenzell Ausserrhoden, anschließend von 1975 bis 1981 als Studentenpfarrer und Dozent für Evangelische Theologie an der Universität St. Gallen. In diese Zeit fiel seine Habilitation in Systematischer Theologie an der Universität Basel 1977. 1981 an die Kirchliche Hochschule Bethel in Bielefeld berufen, wurde er bald aufgrund seiner  Kenntnis des St. Galler Managementmodells für die Leitung der von Bodelschwinghschen Stiftungen Bethel als Berater tätig.
Im Jahr 1987 wurde er für einige Jahre stellvertretender Aufsichtsratsvorsitzender der Firma «Beratung Sozialer Unternehmen» (BSU) in Stuttgart, im Jahr 2000 Stiftungsratspräsident und Aufsichtsratsmitglied des «Collegium Augustinum» in München. Seit 2002 betrieb er mit den Aufbau des Diakoniewissenschaftlichen Kompetenzzentrums an der Kirchlichen Hochschule Bethel, aus dem 2008 das Institut für Diakoniewissenschaft und Diakoniemanagement der fusionierten Hochschule für Kirche und Diakonie in Wuppertal und Bethel hervorging. Die Entwürfe der Weiterbildungsstudienprogramme für diakonisches Führungspersonal mit den Abschlüssen Master (seit 2004) und Doktor der Diakoniewissenschaft (Dr. diac., seit 2008) am Institut für Diakoniewissenschaft und Diakoniemanagement stammten ebenfalls aus seiner Feder. Seit seiner Emeritierung am Ende des Wintersemesters 2006/07 lebte Alfred Jäger wieder in St. Gallen.
Alfred Jäger war ab 1966 mit Anna-Barbla Jäger, geborene Gabathuler, verheiratet.

## Publikationen (Auswahl)
- Reich ohne Gott – Zur Eschatologie Ernst Blochs. 1969.
- Gott – Nochmals Martin Heidegger. 1978.
- Gott – 10 Thesen. 1980 (1984 in italienischer Sprache erschienen).
- Diakonie als christliches Unternehmen. Gütersloh 1986.
- Diakonische Unternehmenspolitik. Gütersloh 1992.